# تشارلز إدغار وودورد
تشارلز إدغار وودورد (بالإنجليزية: Charles Edgar Woodward)‏ هو قاضي ومحامي أمريكي، ولد في 1 ديسمبر 1876، وتوفي في 15 مايو 1942.